# Maurice White
Pour les articles homonymes, voir White.
Maurice White, né le 19 décembre 1941 à Memphis dans le Tennessee, et mort le 4 février 2016 à Los Angeles en Californie,, est un batteur, multi-instrumentiste, compositeur, arrangeur, chanteur et producteur américain. Il est le fondateur du groupe Earth, Wind and Fire. La maladie de Parkinson lui est diagnostiquée dans les années 1980, l'obligeant à cesser les tournées avec son groupe et à le quitter en 1995.

## Biographie

### Jeunesse et début de carrière
Maurice White est né à Memphis (Tennessee), le 19 décembre 1941, d'un père médecin et saxophoniste occasionnel. En 1963, il déménage à Chicago et trouve un travail de musicien de session comme batteur pour Chess Records. Il joue alors sur les disques d'artistes tels que Etta James, Ramsey Lewis, Sonny Stitt, Muddy Waters, The Impressions, The Dells, Betty Everett, Sugar Pie DeSanto et Buddy Guy. En 1962, avec d'autres musiciens de studio, il devient membre des Jazzmen qui deviendra plus tard The Pharaohs. 
En 1966, il rejoint le Ramsey Lewis Trio de Ramsey Lewis, en remplacement de Isaac Holt comme nouveau batteur. Holt fonda Young-Holt Unlimited avec le bassiste Eldee Young, remplacé par Cleveland Eaton. En tant que membre du Trio, il joue sur neuf albums du groupe dont Wade in the Water, qui contient le morceau Hold It Right There qui remporte un Grammy Award. C'est au sein du Trio qu'on l'initie au Kalimba dans un magasin de percussions de Chicago, et en 1969 l'album Another Voyage présente le premier enregistrement de Maurice jouant du Kalimba sur le morceau Uhuru.
En 1969, Maurice a quitté le Ramsey Lewis Trio et rejoint ses deux amis, Wade Flemons et Don Whitehead, pour former une équipe d'auteurs écrivant des chansons pour des publicités dans la région de Chicago. Les trois amis obtiennent un contrat d'enregistrement avec Capitol Records et s’appellent The Salty Peppers. Ils ont un succès modéré dans le Midwest avec leur single La La Time, mais leur deuxième single, Uh Huh Yeah, n'est pas une réussite. Maurice part ensuite de Chicago vers Los Angeles, et change le nom de la bande en Earth, Wind & Fire.

### Earth, Wind & Fire

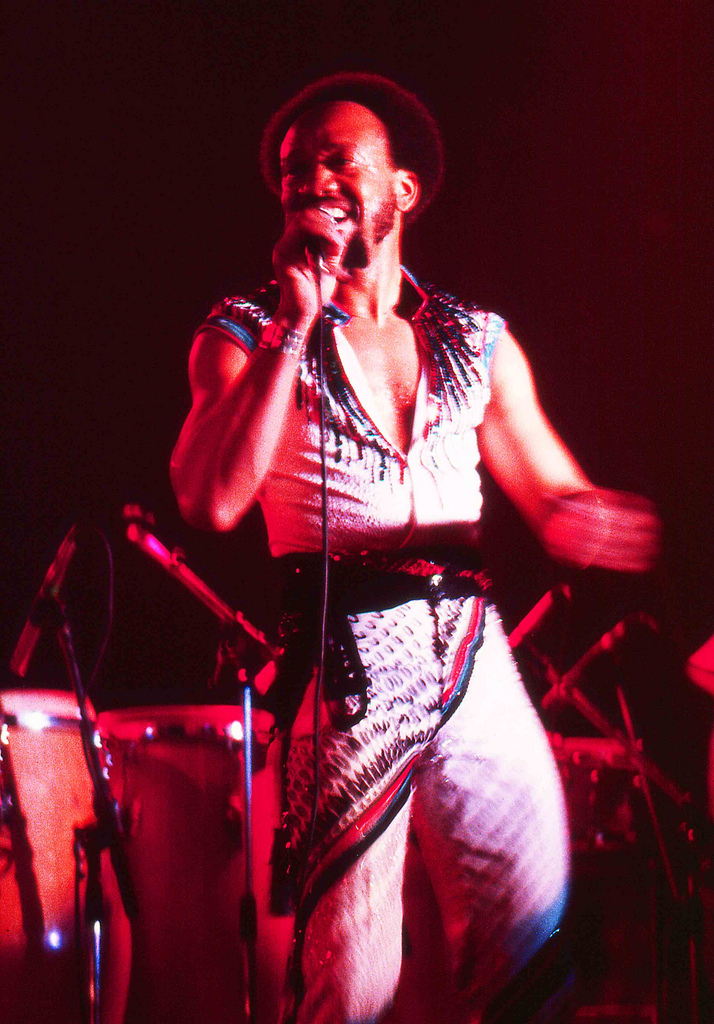
Maurice White en 1982.

Avec Maurice en tant que leader et producteur de la plupart des albums du groupe, Earth, Wind & Fire remporte six Grammy Awards et quatre American Music Awards, et vend plus de 90 millions d'albums à travers le monde. En tant que membre du groupe, Maurice se voit accorder l'honneur d'être intronisé au Rock and Roll Hall of Fame, le Vocal Group Hall of Fame, le Songwriters Hall of Fame et le NAACP Image Prix Hall of Fame.
White est responsable de l'incorporation du son de la Kalimba et d'une section de cuivres à savoir les Phenix Horns (à l'origine Earth, Wind & Fire Horns) dans la musique du groupe.
La maladie de Parkinson lui est diagnostiquée dans les années 1980, et il arrêtera de chanter (surtout sur scène ou lors des émissions tv) fin 1983. En 1985, Maurice White sort un album en solo qui ne rencontre pas son public. Après une pause de trois ans, Earth, Wind & Fire revient en 1987 avec l'album "Touch The World", sur lequel il demeure un membre actif à part entière partageant toujours le chant principal avec Philip Bailey. Il réitère en 1990, avec l'album "Heritage". Il continuera à suivre le groupe dans les tournées et les enregistrements, chantant encore quand les rémissions le lui permettront. Il laissera alors carte blanche à Philip Bailey, le second chanteur du groupe, et aussi son ami. La maladie évoluera par paliers, l'obligeant à cesser les tournées avec son groupe à partir de 1994. Toutefois, il conserve le contrôle du groupe et reste très actif dans le monde de la musique, de la production et des enregistrements d'Earth, Wind & Fire et d'autres artistes.
Après son retrait, il lui arrive d'apparaître occasionnellement sur scène avec Earth, Wind & Fire le temps d'un spectacle, comme lors d'une des dernières prestations du groupe en France, à Chartres, le 14 juillet 2014.

### Mort
Maurice White est mort dans son sommeil des suites de la maladie de Parkinson dans sa maison de Los Angeles, dans la matinée du 4 février 2016. Il avait 74 ans. Il laisse derrière lui sa femme, ses deux fils et sa fille.
Son frère Verdine a publié quelques heures après sa mort, un hommage sur la page Facebook officielle du groupe : 
"My brother, hero and best friend Maurice White passed away peacefully last night in his sleep. While the world has lost another great musician and legend, our family asks that our privacy is respected as we start what will be a very difficult and life-changing transition in our lives. Thank you for your prayers and well-wishes.
Yours Truly,
Verdine White"                                           